# CSM Bukarest
CSM Bukarest (rumänisch: Club Sportiv Municipal București) ist ein Sportverein aus der rumänischen Hauptstadt Bukarest.

## Gesamtverein
Der Verein wurde im Jahr 2007 von der Bukarester Stadtverwaltung gegründet. Ziel ist besonders die Förderung olympischer Sportarten. Im Verein werden Leichtathletik, Basketball, Kanufahren, Tanzen, Handball, Judo, Schwimmen, Rugby, Tennis, Volleyball, Segeln, Schach und weitere Sportarten betrieben.

## Handball (Frauen)
Im Handball der Frauen errang der Verein mehrfach die rumänische Meisterschaft und spielte in europäischen Vereinswettbewerben mit.

### Geschichte
Die Mannschaft startete in der zweiten rumänischen Liga. Als in der Spielzeit 2008/2009 vom finanziell angeschlagenen Rapid Bukarest mehrere Spielerinnen sowie der Trainer zu CSM wechselten, wurde CSM erfolgreich und stieg 2010 in die erste Liga, die Liga Națională, auf. Hier belegte man im ersten Jahr Platz 3. Im Jahr 2014 wechselten mit Mayssa Pessoa, Ana Paula Rodrigues Belo, Deonise Cavaleiro und Fernanda da Silva vier Weltmeisterinnen sowie mit Carmen Martín und Linnea Torstenson zwei Europameisterinnen zum CSM.
In den Spielzeiten 2014/15, 2015/16, 2016/17, 2017/18, 2020/21, 2022/23 und 2023/24 gewann das Team die rumänische Meisterschaft. In der Saison 2018/19 sowie 2019/20 belegte es Platz 2 der rumänischen Liga. In den Jahren 2016, 2017, 2018, 2019, 2022, 2023 und 2024 gewann man den rumänischen Pokalwettbewerb Cupa României sowie in den Jahren 2016, 2017, 2019 und 2022 auch den Supercupa României.
In der Spielzeit 2015/2016 gewann die Mannschaft die EHF Champions League, in den Spielzeiten 2016/2017 und 2017/2018 belegte man in diesem Wettbewerb Platz 3.

### Spielerinnen

#### Kader 2024/25
| 01                       | Brasilien   | Gabriela Moreschi       | TW    |
| 16                       | Schweden    | Evelina Eriksson        | TW    |
| 96                       | Rumänien    | Ana Daria Uhrec         | TW    |
| 98                       | Rumänien    | Daciana Hosu            | TW    |
| 02                       | Rumänien    | Mihaela Mihai           | RA    |
| 03                       | Norwegen    | Emilie Hegh Arntzen     | RL    |
| 04                       | Deutschland | Alina Grijseels         | RL    |
| 05                       | Rumänien    | Maria Alexandra Voicu   | RM    |
| 08                       | Rumänien    | Cristina Neagu          | RL    |
| 09                       | Rumänien    | Andreea Rotaru          | RM    |
| 10                       | Niederlande | Inger Smits             | RM    |
| 11                       | Rumänien    | Mioara Bianca Ciubotaru | RL    |
| 14                       | Montenegro  | Đurđina Jauković        | RL    |
| 15                       | Danemark    | Emma Friis              | LA    |
| 17                       | Slowenien   | Elizabeth Omoregie      | RM/RL |
| 20                       | Rumänien    | Irina Maxim             | RL    |
| 21                       | Rumänien    | Alexandra Dindiligan    | LA    |
| 25                       | Danemark    | Trine Østergaard Jensen | RA    |
| 28                       | Polen       | Monika Kobylińska       | RR    |
| 32                       | Ungarn      | Noémi Pásztor           | KM    |
| 49                       | Rumänien    | Andreea Ailincăi        | KM    |
| 51                       | Norwegen    | Vilde Ingstad           | KM    |
| 77                       | Rumänien    | Crina Pintea            | KM    |
| Stand: 1. September 2024 |             |                         |       |

Zu den Spielerinnen gehörten auch Mayssa Pessoa, Ana Paula Rodrigues, Deonise Cavaleiro, Fernanda da Silva, Linnea Torstenson, Oana Manea, Iulia Curea, Talida Tolnai, Isabelle Gulldén, Aurelia Brădeanu, Tess Wester, Jovanka Radičević und Jelena Grubišić.

### Trainer
Zuletzt trainiert wurde die Mannschaft in der Saison 2024/25 von Helle Thomsen, die schon zwischen 2017 und 2018 als Trainerin von CSM Bukarest tätig war. Vorgänger waren Vasile Mărgulescu (2009–2014), Mette Klit (2014–2015), Kim Rasmussen (2015–2016), Jakob Vestergaard (2016), Aurelian Roșca (2016–2017), Per Johansson (2017), Per Johansson (2018), Magnus Johansson (2018), Dragan Đukić (2018–2019) und Tomas Ryde (2019) und Adrian Vasile (2019–2024).

## Handball (Männer)
Auch im Männerhandball war der Verein erfolgreich.

### Geschichte
In den Jahren 2015, 2016 und 2017 belegte die Mannschaft Platz 2 der rumänischen ersten Liga. Im Jahr 2016 gewann man den Pokalwettbewerb.
In der Spielzeit 2018/2019 gewann das Team den EHF Challenge Cup unter Trainer Paulo Pereira.

### Spieler
Zu den Spielern gehörte auch Srđan Predragović.

## Volleyball (Frauen)
Die Volleyballspielerinnen spielten bis 2019 in der ersten rumänischen Liga (Divizia A1), die sie im Jahr 2018 gewannen.
Das Team gewann in der Spielzeit 2015/16 den Challenge Cup und nahm in der Spielzeit 2018/19 an der Volleyball Champions League teil.